# Luis Varela
Luis Varela (ur. 12 lipca 1972) – wenezuelski zapaśnik. Olimpijczyk z Atlanty 1996, gdzie zajął siedemnaste miejsce w wadze 82 kg w stylu wolnym.
Srebro na igrzyskach panamerykańskich w 1995. Wygrał igrzyska Ameryki Południowej w 1994. Brązowy medal na mistrzostwach Ameryki Centralnej z 1990 i na igrzyskach Ameryki Środkowej i Karaibów w 1993. Mistrz igrzysk boliwaryjskich w 1989 i 1993 roku.